# McMillan Flowage
McMillan Flowage är en sjö i Kanada.   Den ligger i provinsen Nova Scotia, i den östra delen av landet, 1 200 km öster om huvudstaden Ottawa. McMillan Flowage ligger 394 meter över havet. Den ligger på ön Kap Bretonön.
I omgivningarna runt McMillan Flowage växer i huvudsak blandskog. Trakten runt McMillan Flowage är nära nog obefolkad, med mindre än två invånare per kvadratkilometer.